# エイドリアン・クレイナー

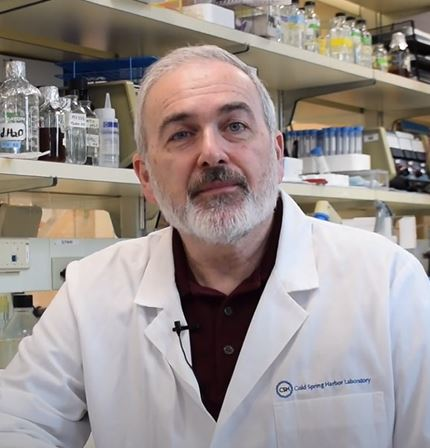
エイドリアン・クレイナー(2018年)

エイドリアン・ロバート・クレイナー（Adrian Robert Krainer、1958年9月14日 - ）は、アメリカ合衆国の分子生物学者。主な業績はPre-mRNA スプライシングの分子メカニズムの解明。

## 来歴
ウルグアイ・モンテビデオ出身。1981年コロンビア大学卒業、1986年にハーバード大学から生化学のPh.D.を取得した。学生時代にファイ・ベータ・カッパのメンバーに選出された。1986年から1989年まで、コールド・スプリング・ハーバー研究所の博士研究員として研究を行い、1994年に教授に就任した。またニューヨーク州立大学ストーニーブルック校の教授を兼任している。

## 受賞歴
- 2019年 - 生命科学ブレイクスルー賞
- 2021年 - ウルフ賞医学部門、ガベイ賞
- 2024年 - オールバニ・メディカルセンター賞
- 2025年 - ハインリッヒ・ヴィーラント賞

## 参照
- Adrian R. Krainer CSHL
- ADRIAN R. KRAINER Krainer Lab